# Lough Erne
Lough Erne (irsky Loch Éirne) je pojmenování dvou jezer na severovýchodě ostrova Irsko. Níže položené Lower Lough Erne se nachází v hrabství Fermanagh v Severním Irsku a výše položené kromě toho zasahuje i do hrabství Cavan v Irské republice. Z jihu na sever protéká jezery řeka Erne a vytváří významnou vodní cestu.

## Jezera
| jezero           | irsky               | hrabství         | rozloha (km²) | délka (km) | šířka (km) | m.hl. (m) | objem (m³) | n.v. (m) |
| ---------------- | ------------------- | ---------------- | ------------- | ---------- | ---------- | --------- | ---------- | -------- |
| Lower Lough Erne | Loch Éirne Íochtair | Fermanagh        | 105           | 42         | 10         | 69        | —          | 45       |
| Upper Lough Erne | Loch Éirne Uachtair | Fermanagh, Cavan | 43            | 19         | —          | 27        | —          | 46       |